# Останній з могікан (фільм, 1992)
«Останній з могікан» (англ. The Last of the Mohicans) — американський кінофільм 1992 року режисера Майкла Манна. Екранізація однойменного твору Джеймса Фенімора Купера (1826).
Український переклад зробила студія Цікава ідея на замовлення Гуртом..

## Сюжет
Сценарій фільму, формально заснований на однойменному творі Фенімора Купера, має безліч принципових відмінностей від роману. Для своєї кіноверсії режисер Майкл Манн використовував перероблений сценарій фільму «Останній з могікан» 1936 року.
Дія фільму відбувається в 1757 році, в розпал Франко-індіанської війни за американські колонії. Військовий ескорт, що супроводжує дочок англійського полковника Мунро (прототип — Джордж Монро) в англійський форт Вільям-Генрі, атакований гуронами. На допомогу жінкам і майору Дункану Хейворд, що вціліли в сутичці, приходять білий мисливець Соколине Око (у фільмі його справжнє ім'я Натаніель По, у Купера — Натаніель Бампо), його прийомний батько Чингачгук з племені могікан і брат Ункас.
Діставшись до цілі, мандрівники виявляють, що форт обложений французами, проте їм вдається проникнути всередину. З'ясовується, що послання полковника Мунро з проханням про підкріплення було перехоплено противником. Індіанець Магуа, провідник ескорту, виявився зрадником, що воює на боці французів. Форт у відчайдушному положенні. Обложеним вдається повторно відправити гінця до генерала Вебба, однак той у підкріпленні відмовляє, запропонувавши Мунро здати форт французькому генералу Монкальму.
Після здачі форту і подальшої різанини гарнізону союзними французам гуронами головні герої опиняються в пастці в печері за водоспадом: набої скінчилися, переслідувачі-гурони на чолі з Магуа багаторазово перевершують їх числом. Не маючи можливості боротися, Чингачгук та Соколине Око приймають рішення покинути сестер Мунро і Хейворда на милість гуронам, розраховуючи, що бранців залишать у живих для викупу.
Соколине Око приходить беззбройним в гуронське селище, куди привели полонених, і через Хейворда, що говорить французькою (французька мова використовувалася в той період як lingua franca частиною індіанських племен), просить у старійшини милості для них, звинувачуючи Магуа в порушенні слова: при здачі форту французький генерал Монкальм ручався за безпеку англійського гарнізону. Старійшина виносить рішення відпустити Хейворда, Алісу віддати Магуа «щоб рід його не перервався», а Кору принести в жертву. Хейворд жертвує собою, щоб врятувати Кору.
Магуа безуспішно намагається підняти гуронів на боротьбу з англійцями, а потім у супроводі кількох супутників уводить Кору й Алісу. Їх переслідують Натаніель, Чингачгук і Ункас. Вони наздоганяють і вбивають Магуа, але Аліса й Ункас гинуть. Чингачгук міркує про зникнення його народу і те, що тепер він — останній з могікан.

## У ролях
| Актор             | Роль                    |
| ----------------- | ----------------------- |
| Деніел Дей-Льюїс  | Натаніель Бампо         |
| Медлін Стоу       | Кора Манро              |
| Рассел Мінс       | Чингачгук               |
| Ерік Швайг        | Ункас                   |
| Джоді Мей         | Еліс Манро              |
| Стівен Уоддінгтон | майор Дункан Хейворд    |
| Вес Студі         | Магуа                   |
| Патріс Шеро       | Луї-Жозеф де Монкам     |
| Піт Поселтвейт    | капітан Бімс            |
| Колм Міні         | майор Амброс            |
| Марк Едріс        | Луї Антуан де Бугенвіль |
| Джаред Гарріс     | британський лейтенант   |
| Себастьян Роше    | Мартін                  |

## Драматургія
Драматичні конфлікти, що розігруються на тлі військових подій, абсолютно нехарактерні для звичайного пригодницького фільму. Ходульне куперовське протистояння «хороших британських» і «поганих французьких» індіанців переростає у протистояння по лінії «природна людина — тиранія».
«Перший американський герой» (слоган фільму) — Натаніель По — зображений саме такою ідеальною «природною людиною», що живе за веліннями внутрішнього морального почуття, у противагу британським військовим і залученим в колоніальні війни індіанцям.
У фільмі без мелодраматичного загострення показана підтверджена історично практика мирного співіснування індіанців і білих колоністів, дружні рівноправні стосунки між ними. Саме такий підхід до ідейно-художньої задачі картини з боку режисера залучив до її створення відомого активіста руху північноамериканських індіанців Рассела Мінса, який виконав роль Чингачгука.
За підсумками небувалого успіху фільму «Той, що танцює з вовками» (1990) «індіанська» тема стала затребуваною в північноамериканському кінематографі початку дев'яностих. Завдяки цьому фільму традиційне зображення непримиренного антагонізму між «білою цивілізацією» і «дикунами» змінилося пильною увагою до відтворення на екрані матеріальної культури індіанців, їх звичаїв і способу життя.
Майкл Манн зайшов ще далі, дозволивши гурону Магуа (Вес Стьюді) з карикатурного куперовського лиходія стати трагічною фігурою, однією з центральних у фільмі.
У режисерській версії фільму був присутній також програмний монолог Чингачгука, що звучав обвинувальним висновком білої цивілізації Північної Америки, яка знищила світ індіанців.

 Чингачгук: Фронтир рухається вслід за сонцем, змітаючи червоношкірих, виганяючи їх з цих дрімучих лісів, поки місця для них не залишиться зовсім. І тоді наш народ зникне. Або ми перестанемо бути самими собою.

 Соколине Око: Це говорить не мій батько, а його горе.

Чингачгук: Ні, це правда. Фронтир — місце для таких людей, як мій білий син, його жінка і їхні діти. Але одного разу не стане більше і самого фронтиру. І люди, подібні тобі, підуть, як пішли могікани. І нові люди прийдуть, для того щоб працювати і боротися. Вони побудують своє життя. Але ми, саме ми були тут раніше.

## Факти про зйомки
- До зйомок було залучено близько дев'ятисот індіанських статистів з усіх кінців країни.
- Погані умови проживання статистів при натурних зйомках в лісі викликали страйк серед учасників знімальної групи. У ньому взяли участь не тільки самі статисти, але й виконавці головних ролей Деніел Дей-Льюїс і Рассел Мінс.
- Сам Мінс, незважаючи на явну симпатію до режисера (і взаємну особисту і політичну симпатію Манна до нього), зазначав випадки расистського поводження з індіанцями з боку знімальної групи і відвертого неуцтва кінематографістів в історії, культурі та звичаях індіанців.[2]
- Ерік Швейг, виконавець ролі Ункаса, у своєму інтерв'ю редакції фан-сайту фільму висловив думку, що фільм програв від того, що увагу було зосереджено переважно на білих зірках фільму — Стоу і Дей-Льюїсі — на шкоду «індіанській» складовій сюжету.
- Дей-Льюїс, прихильник системи Станіславського, відомий скрупульозною увагою до розробки своїх образів, для зйомок в «Останньому з могікан» набрав вагу, серйозно поліпшив свою фізичну форму, навчився стріляти з крем'яної рушниці і керувати каное. Цей факт багаторазово підкреслювався в пресі, проте мало хто звернув увагу на те, що Рассел Мінс, якому на момент зйомок було за п'ятдесят, знімався в мисливських і бойових сценах без будь-яких знижок на вік.
- За словами Манна в його інтерв'ю, опублікованому після смерті Мінса, той набрав необхідну фізичну форму за три тижні.
- Ерік Швейг, відгукуючись про роботу над роллю, зауважив, що пам'ятає більше необхідність постійно багато бігати, ніж «вживання в образ».

- Актриса Джоді Мей, яка зіграла роль Аліси, на питання про свою роль в одному з інтерв'ю відповіла, що її роль залишилася переважно на підлозі монтажної. Особливий ажіотаж фанатів фільму викликала любовна сцена Аліси і Ункаса, що була прописана в сценарії досить відвертою, але так і не увійшла у фільм.

## Премії та нагороди
- «Оскар» в номінації «Кращий звук»: Кріс Дженкінс, Даг Гемфілл, Марк Сміт, Саймон Кей (1993)
- BAFTA Film Awards в номінації «Краща операторська робота»: Данте Спінотті (1993)
- BAFTA Film Awards в номінації «Кращий грим»: Пітер Робб-Кінг (1993)
- BMI Film Music Award: Ренді Едельман (1994)
- Evening Standard British Film Awards в номінації «Кращий актор»: Деніел Дей-Льюїс (1992)
- Премія Лондонського гуртка кінокритиків у номінації «Кращий британський актор року»: Деніел Дей-Льюїс (1993)